# Spit of You
Spit of You è un singolo del musicista britannico Sam Fender, pubblicato il 27 settembre 2021.

## Video musicale
Il video musicale è stato diretto da Philip Barantini.

## Tracce
1. Spit of You – 4:33